# Сноб
Сноб је особа која људе априорно сматра инфериорним у односу на себе из широког спектра разлога, као што су претпостављени интелект, богатство, образовање, порекло, или слично.
За ту врсту особа у српском језику се употребљавају изрази покондирена тиква или скоројевићи, у идентичном значењу као и израз сноб.
Оксфордски речник енглеског налази појаву речи snab у документу из 1781, са значењем - обућар шкотског порекла. Веза између речи snab, која се такође записивала и као snob, и њеног познатијег значења које се појавило у Енглеској педесетак година касније није директна.
Познатија, мада данас дискредитована прича о пореклу говори да је израз snob коришћен у реномираној енглеској средњој школи Итон, у деветнаестом веку, када су синови из новообогаћених грађанских породица у већем броју почели да се уписују у ову школу. Такви студенти енглеских универзитета, који су били пореклом из грађанског друштва називали су се не-племићи. Уз име дечака из грађанских породица је зато дописивано snob. Сноб је дакле, реч која је у српски језик дошла из енглеског језика, са скоро истом формом изговора и значења. Корен речи сноб налази се у латинском језику (sine nobilitate - неплемић, грађанин без племићког порекла). Скраћеница те две речи је (s.nob - сноб - неплемић)
Време снобова карактеристично је за прелазне периоде - када једна друштвена класа замењује другу класу на „кормилу“ друштва, када се нова класа није још довољно еманциповала, није створила сопствену културу, нити афирмисала свест о себи, а стара класа не може да се помири са својом судбином да мора да се повуче. Тада се у појединим сферама друштвене културе и свести јављају трагикомичне ситуације: тзв. „скоројевићи“ желе да остваре културно изједначење на вишем нивоу - остварење културне и друштвене промоције, док већ промовисани снобови настоје да се још више одвоје и повећају културну и социјалну дистанцу. Снобизам се задржао и у савременом друштву.